# 格林菲尔德 (马萨诸塞州)

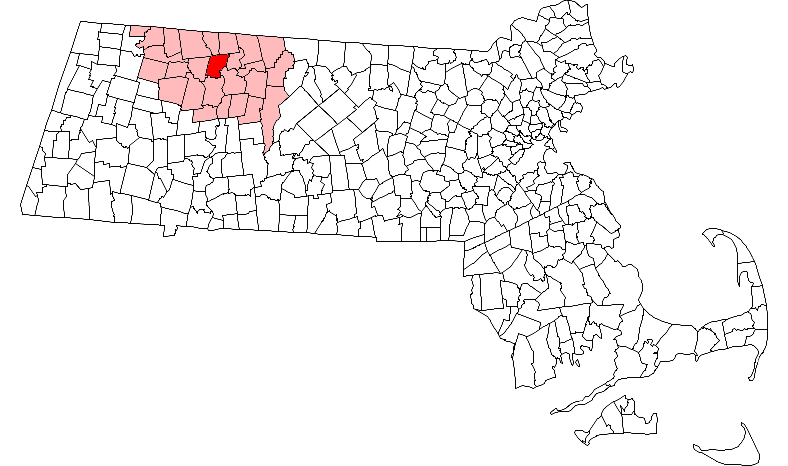

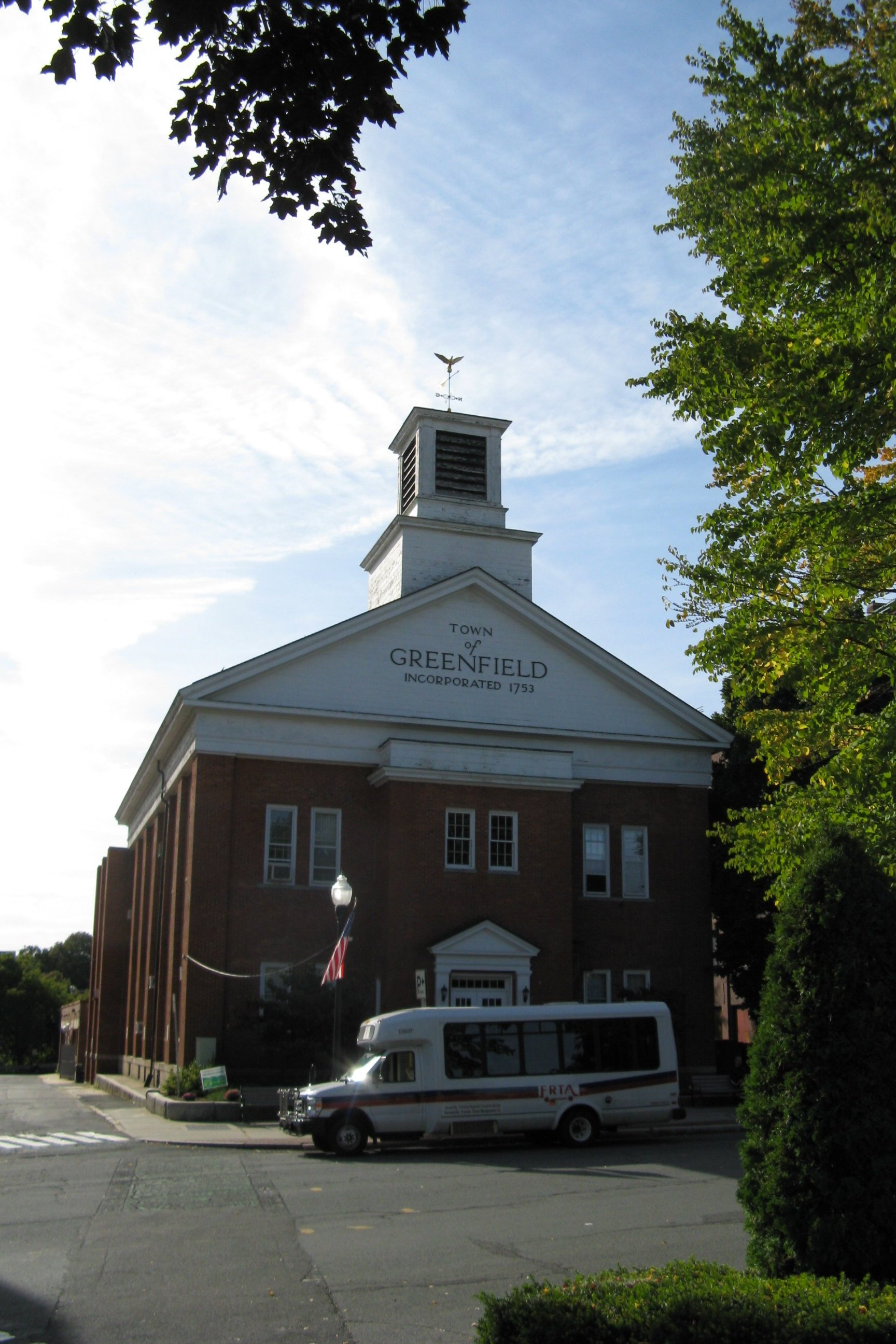

格林菲尔德（英語：Greenfield）位于美国马萨诸塞州西北部，是富兰克林县的县治所在，面积56.8平方公里。根据2000年美国人口普查，共有18,168人，其中白人占93.39%、非裔美国人占1.34%、亚裔美国人占1.1%。